# Mezentius

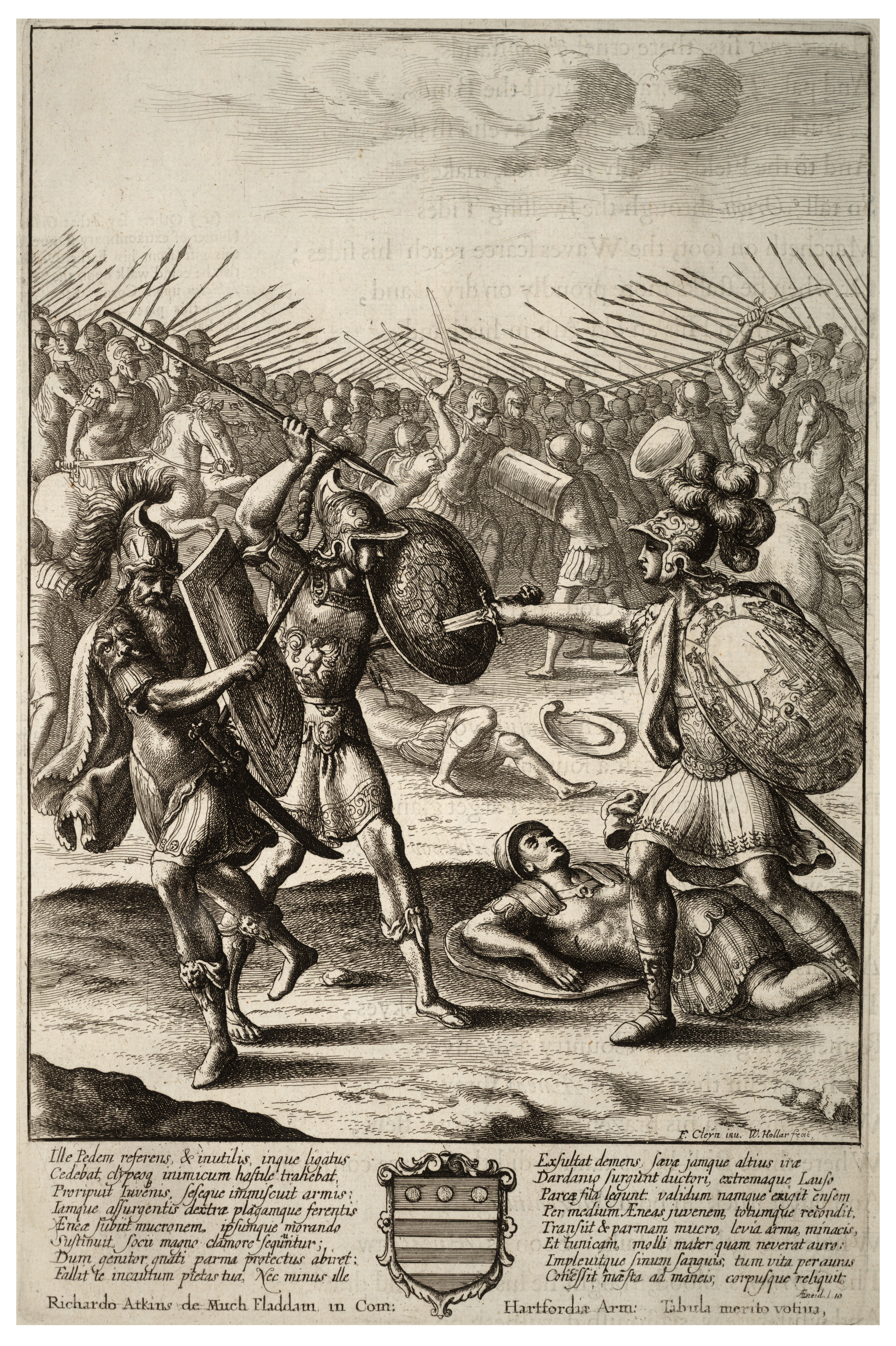
Aeneas se luptă cu Mezentius și Lausus.

În mitologia romană, Mezentius a fost un rege etrusc și tatăl lui Lausus. Trimis în exil din cauza cruzimii sale, el s-a mutat în Latium. El este prezentat ca un iubitor de vărsări de sânge și foarte sălbatic pe câmpul de luptă. Apare în Eneida lui Virgiliu ca prototipul subiectului arogant și lipsit de pietate.